# Październik 2003

## 5 października2003
- Achmad Kadyrow wygrał wybory prezydenckie w Czeczenii. Nie mając liczących się konkurentów, zdobył, według oficjalnych wyników, 80 proc. głosów (uczciwość wyborów kwesionowali międzynarodowi obserwatorzy).

## 12 października2003
- W Warszawie odbył się kongres założycielski Chrześcijańskiego Ruchu Samorządowego, organizacji samorządowej, której prezesem został Jerzy Kropiwnicki, prezes Zjednoczenia Chrześcijańsko-Narodowego i prezydent Łodzi

## 15 października2003
- Odbył się pierwszy chiński załogowy lot kosmiczny.

## 21 października2003
- Papież Jan Paweł II powołał 30 nowych kardynałów. Między nimi był jeden Polak 81-letni sercanin Stanisław Nagy.

## 29 października2003
- generał Antoni Kowalczyk, komendant główny Policji, podał się do dymisji. Zastąpił go na tym stanowisku Leszek Szreder.